# یالگیز-نارات
یالگیز-نارات (انگلیسی: Yalgyz-Narat) یک شهرک در شهرستان تاتیشلینسکی استان باشقیرستان کشور روسیه است.